# Noradrenaline-dopamine-heropnameremmer

De molecuulstructuur van noradrenaline.

De molecuulstructuur van dopamine.

Een noradrenaline-dopamine-heropnameremmer (NDHR) (Engels: norepinephrine-dopamine reuptake inhibitor, NDRI), is een medicijn dat wordt gebruikt voor de behandeling van klinische depressie, ADHD, narcolepsie, en de Ziekte van Parkinson. Deze stoffen kunnen ook worden gebruikt als drugs, vooral designerdrugs worden ontwikkeld om een vergelijkbare werking te bewerkstelligen. Diverse NDHR's zijn tevens opgenomen in lijsten met verboden stoffen voor sporters daar ze kunnen worden gebruikt als doping. 

## Werking
Het medicijn functioneert als een heropnameremmer van de neurotransmitters: noradrenaline en dopamine. Het medicijn doet dit door tijdelijk een blokkade te vormen in de doorgang (transporter), voor neutrotransmitters terug in het axon van de zenuwcel, respectievelijk, de noradrenalinetransporter en de dopaminetransporter. Dit leidt tot een hogere concentratie van deze neutrotransmitters in de synaptische spleet. Hierdoor blijft ook een grotere hoeveelheid zitten op de receptoren, die zich bevinden op de dendriet.

## Lijst van NDHR's
Er bestaan veel NDHR's, waaronder de volgende:
| - Bupropion - Desoxypipradrol - Dexmethylfenidaat - Difemetoxidine - Difenylprolinol | - Etylfenidaat - Fencamfamine - Fencamine - Lefetamine - Methylenedioxypyrovaleron | - Methylfenidaat - Nomifacine - Carfedon - Pipradrol - Prolintaan | - Pyrovaleron - Solriamfetol |